# Маяк (Пачелмский район)
 Маяк  — поселок в Пачелмском районе Пензенской области. Входит в состав Новотолковского сельсовета.

## География
Находится в западной части Пензенской области на расстоянии приблизительно 4 км на юг-юго-запад от районного центра поселка Пачелма.

## История
Основан в 1924 году при сельхозартели «Маяк». В 1955 году колхоз «Маяк». В 2004 году — 6 хозяйств.

## Население
Численность населения: 29 человек (1926 год), 129 (1930), 229(1939), 87 (1979), 31 (1989), 24 (1996). Население составляло 9 человек (русские 100 %) в 2002 году, 2 в 2010.